# Ropica nigroscutellata
Ropica nigroscutellata là một loài bọ cánh cứng trong họ Cerambycidae.